# Оразов, Курбанмурад Мурадович
Курбанмурад (Курбан) Мурадович Оразов (туркм. Gurban Myradowiç Orazow; 1941, с. Баяут, Хавастский район, Ташкентская область, Узбекская ССР, СССР) — советский и туркменский государственный и партийный деятель.

## Биография

### Образование
В 1965 окончил Туркменский сельскохозяйственный институт имени М. И. Калинина.
В 1972 защитил диссертацию на соискание учёной степени кандидата сельскохозяйственных наук. Тема диссертации: «Основная и предпосевная подготовка почвы под хлопчатник на целинных сероземах Прикопетдагской подгорной равнины».

### Трудовая деятельность
Трудовую деятельность начал в 1959 году колхозником. Далее работал бригадиром хлопководческой бригады учебно-опытного хозяйства ТСХИ, главным агрономом колхоза имени 9-ти Ашхабадских комиссаров, директором колхоза «Путь Ленинизма», Председателем колхоза им. Махтумкули Гяурского района, директором совхоза-техникума «40 лет ВЛКСМ» Кировского района. В дальнейшем занимал должности первого секретаря Кировского райкома КП Туркменистана, первого секретаря Теджентского райкома КП Туркменистана, секретаря ЦК КП Туркменистана, первого секретаря Марыйского обкома КП Туркменистана, Председателя Марыйского областного Совета народных депутатов. Народный депутат СССР от Сакар-Чагинского национально-территориального избирательного округа № 440 Туркменской ССР.
26.06.1992 — 14.03.1996 — хяким Марыйского велаята.
21.07.1992 — 14.03.1996 — Заместитель председателя Кабинета министров Туркменистана.
Дальнейшая судьба неизвестна. Умер до 2016.

## Награды
- Орден Ленина
- Орден Трудового Красного Знамени
- Орден Звезды Президента
- Орден «За большую любовь к независимому Туркменистану» (посмертно, 21 декабря 2016) — за большие успехи в упрочении независимости и суверенитета Туркменистана, приумножении экономического потенциала и международного авторитета страны, реализации государственных программ по планомерному развитию промышленной, нефтегазовой, транспортно-коммуникационной, сельскохозяйственной и водохозяйственной отраслей, других секторов экономики, в образцовой государственной и общественной деятельности, за весомый вклад в ускоренное развитие сфер науки и техники, литературы, культуры и искусства, физкультуры и спорта, образования, здравоохранения и социальных услуг, воспитание молодёжи в духе безграничной любви, уважения и преданности Родине, мужества и добросовестности, учитывая особые заслуги перед независимым государством и родным народом, многолетний добросовестный и самоотверженный труд, а также в ознаменование славного 25-летнего юбилея великой независимости нашего нейтрального государства